# Heinz Lederleitner
Heinz Georg Lederleitner (* 13. April 1958 in Wien) ist ein österreichischer Geistlicher und war der siebte Bischof der Altkatholischen Kirche Österreichs. Seine Bischofsweihe fand am 13. Februar 2016 in Wien statt. Lederleitner hatte das Bischofsamt bis 2023 inne.

## Leben
Heinz Lederleitner studierte von 1976 bis 1983 katholische Theologie an der Universität Wien und in Rom. Das Sakrament der Priesterweihe spendete ihm Joseph Kardinal Ratzinger, der spätere Papst Benedikt XVI. Von 1983 bis 2002 versah Heinz Lederleitner in verschiedenen Pfarren und Einrichtungen der römisch-katholischen Kirche den Dienst als Priester, schwerpunktmäßig im niederösterreichischen Weinviertel.
1995 begann Lederleitner ein Promotionsprojekt, in dem er sich mit dem Werk Georg Baudlers auseinandersetzte. Die Promotion wurde von Johann Reikerstorfer und Wolfgang Treitler begutachtet. Im Jahr 1999 schloss er das Studium in Wien mit dem Doktorat der katholischen Theologie ab.
Am 13. Juli 2003 konvertierte Lederleitner zur Altkatholischen Kirche, in der er „einen authentischen katholischen Weg erkannte – katholisch im Sinn von all-umfassend und niemand ausschließend.“ Er arbeitete ab 2004 als Seelsorger (Vikar) in mehreren Gemeinden in Wien, Kärnten und Osttirol.
Der Internationale Anglikanische-Altkatholische Koordinierende Rat (AOCICC) ist eine gemeinsame Einrichtung des altkatholischen Erzbischofs von Utrecht und des anglikanischen Erzbischofs von Canterbury. Lederleitner ist seit 2013 in das internationale Gremium delegiert. Im August 2014 wurde er Pfarrer der Kirchengemeinde Krems-St. Pölten. Der Seelsorgeraum umfasste die Bürgerspitalkirche in St. Pölten, die Willibrord-Kapelle in Krems sowie die Gottesdienststätten in Amstetten, Purkersdorf und Waidhofen an der Thaya.  
Zugleich leitete er das Referat für den Religionsunterricht des altkatholischen Bistums in Österreich. Er war bis 2015 Mitglied des Synodalrates und des Examinatorenkollegiums sowie Vorsitzender der Geistlichenkonferenz.

## Altkatholischer Bischof
An der Synode der Altkatholischen Kirche Österreichs wurde Heinz Lederleitner am 24. Oktober 2015 zum Bischof gewählt. Er trat die Nachfolge von John Okoro an, der zum Jahresende 2015 emeritierte.
Am 13. Februar 2016 wurde Lederleitner in Wien zum Bischof geweiht. Den Weihegottesdienst hielten der Erzbischof von Utrecht Joris Vercammen als Hauptkonsekrator sowie Altbischof John Okoro und der tschechische Bischof Dušan Hejbal als Mitkonsekratoren. Die altkatholische Eucharistiefeier fand in der Lutherischen Stadtkirche Wien statt, als ökumenische Gäste waren unter anderem drei römisch-katholische Weihbischöfe, der evangelische Bischof und Vertreter der Orthodoxie anwesend.
Als eines der Ziele seines Episkopats sieht Heinz Lederleitner die verstärkte Betreuung der in der Diaspora lebenden Altkatholiken. Als Bischof vertritt er die österreichische Kirche in der Internationalen Altkatholischen Bischofskonferenz.
Lederleitner ist Mitglied der Evangelischen Michaelsbruderschaft. Lederleitner ist seit 2004 mit Marina Wießpeiner verheiratet. In den altkatholischen Kirchen ist für die Geistlichkeit der Zölibat nicht verpflichtend, es werden daher auch verheiratete Theologen zu Priestern und Bischöfen berufen.
Der Wahlspruch von Bischof Lederleitner lautet: Christus – Licht der Welt.
Lederleitner bekleidete das Bischofsamt bis 2023. Ihm nachfolgend wurde von der Synode schließlich Maria Kubin per 22. April 2023 für das Bischofsamt gewählt.

## Schriften
- Erlösung erschließen. Wahrnehmungen gewaltloser Gottesmacht nach Georg Baudler. Lit, Münster, Hamburg, London 2000 (ISBN 3-8258-4969-4).